# Gogounou (arrondissement)
Gogounou är ett arrondissement i kommunen Gogounou i Benin. Den hade 10 679 invånare år 2002.